# I-Feel-Like-I'm-Fixin'-to-Die
I-Feel-Like-I'm-Fixin'-to-Die je druhé studiové album americké skupiny Country Joe and the Fish, vydané v roce 1967. Album vyšlo u Vanguard Records a jeho producentem byl Samuel Charters.

## Seznam skladeb
| Pořadí         | Název                                              | Autor                         | Délka |
| -------------- | -------------------------------------------------- | ----------------------------- | ----- |
| 1.             | The "Fish" Cheer/I-Feel-Like-I'm-Fixin'-to-Die Rag | McDonald                      | 3:44  |
| 2.             | Who Am I                                           | McDonald                      | 4:05  |
| 3.             | Pat's Song                                         | McDonald                      | 5:26  |
| 4.             | Rock Coast Blues                                   | McDonald                      | 3:57  |
| 5.             | Magoo                                              | McDonald                      | 4:44  |
| 6.             | Janis                                              | McDonald                      | 2:36  |
| 7.             | Thought Dream                                      | McDonald                      | 6:39  |
| 8.             | Thursday                                           | Cohen, Hirsh                  | 3:20  |
| 9.             | Eastern Jam                                        | Cohen, Hirsh, Barthol, Melton | 4:27  |
| 10.            | Colors For Susan                                   | McDonald                      | 5:58  |
| Celková délka: | Celková délka:                                     | Celková délka:                | 44:56 |

## Sestava
- Country Joe McDonald – zpěv, kytara, zvony, tamburína
- Barry Melton – zpěv, kytara
- David Cohen – kytara, varhany
- Bruce Barthol – baskytara, harmonika
- Gary „Chicken“ Hirsh – bicí